# Операција Бљесак
Операција Бљесак је офанзива Хрватске војске (ХВ) против Српске војске Крајине (СВК) од 1. до 3. маја 1995. године. Офанзива је спроведена у каснијим етапама рата у Хрватској и била је прва већа конфротација хрватских и српских снага након потписивања споразума о прекиду ватре и економској сарадњи 1994. године. Посљедњи организовани отпор СВК формално је престао 3. маја, а већина трупа се предала сљедећег дана у близини Пакраца, иако су операције чишћења настављене још двије седмице.
Операција Бљесак је била стратешка побједа Хрватске, која је за исход имала заузимање Окучана и околине са површином од 558 км² који су били под контролом Српске Крајине. Окучани, који су се налазили уз аутопут и пругу Загреб – Београд, били су од велике важности за Хрватску које имала значајне транспортне проблеме између Загреба и источне Славоније, али и због територија која се налазила између двије цјелине Српске Крајине. Подручје је било дио Сектора Запад Операције Уједињених нација за враћање повјерења у Хрватској (УНКРО), мировне мисије Уједињених нација под мандатом Савјета безбједности. Хрватске снаге су чиниле око 7200 припадника ХВ, уз подршку хрватске специјалне полиције, распоређених насупрот око 3500 припадника СВК. Као одговор на операција, СВК је бомбардовала Загреб и друге цивилне центре, што је довело до седам смртних случајева и 205 повријеђених.
Током напада погинула су 42 хрватска војника и полицајца, а 162 су рањена. Број српски жртава је споран. Према хрватским изворима, погинула су 188 српских војника и цивила, док се процјењује да је 1.000–1.200 рањених. Српски извори наводе 283 погинула српска цивила, за разлику од 83 колико наводи Хрватски хелсиншки одбор. Процјењује се да је од 14.000 Срба који су живјела у том подручју, двије трећине одмах избјегло, а остали у наредним седмицама. До краја јуна, процјењује да је остало свега 1.500 Срба. Након тога, лични представник Генералног секретара Уједињених нација Јасуши Акаши критиковао је Хрватску због „масовног кршења” људских права, али је његове изјаве демантовао Human Rights Watch и донекле извјестилац Комисије за људска права Уједињених нација Тадеуш Мазовјецки.

## Позадина
Српска побуна 1990. била је усредсређена на претежно српска подручја Далматинске загоре око Книна, дијелове Лике, Кордуна, Баније и српска насеља на истоку Хрватске, као и дијелова западне Славоније са средиште у Пакрацу и Окучанима. У раним етапама Балван револуције, десетине хиљада Срба избјегло је из градова под хрватском контролом у ова подручја, што је довело до образована Републике Српске Крајине. Хрватска влада је на намјеру Српске Крајине да се политички интегрише са Србијом гледала као на чин побуне. До марта 1991. сукоб је ескалирао у рат. У јуну 1991. Хрватска је прогласила независност, која је ступила на снагу 8. октобра, након тромјесечног мораторијума. Од краја октобра до краја децембра 1991, ХВ је извела операције Откос 10 и Оркан-91 успостављајући контролу над 60 % територије западне Славоније под ранијом контролом Српске Крајине, због чега су Срби избјегли са тог подручја, док су неки убијени у логорима смрти у Пакрачкој Пољани. Српска Крајина је тада покренула кампању етничког чишћења над хрватским цивилима и већина несрба је протјерана почетком 1993. године. По завршетку рата, хиљаде цивила које су убиле српске трупе ексхумиране су из масовних гробница.
Како је Југословенска народна армија (ЈНА) све више подржавала Српску Крајину, а Хрватска полиција није била у стању да се избори са ситуацијом, у мају 1991. успостављен је Збор народне гарде (ЗНГ). ЗНГ је преименован у Хрватску војску (ХВ) у новембру. Успостављање ХВ било је отежано ембаргом Уједињених нација (УН), који је уведен у септембру. Посљедњих мјесеци 1991. водиле су се најжешће борбе рата, које су кулминирале битком за касарне, блокадом Дубровника и битком за Вуковар. Подручје западне Славоније постало је поприште офанзиве ЈНА у септембру и октобру, с циљем прекида свих транспортних веза између Загреба и Славоније. Иако је ХВ успјела да успостави контролу над великим подручје током операција Откос 10 и Оркан-91, није успјела да обезбједи аутопут и пругу Загреб – Београд, која им је била значајна због контроле Славоније.
Сарајевски споразум су потписали представници Хрватске, ЈНА и УН почетком јануара 1992, а борбе између двије стране су прекинуте. Окончавајући низ неуспјешних прекида ватре, Заштитне снаге Уједињених нација (Унпрофор) распоређене су у Хрватску с циљем нагледања и одржавања споразума. Сукоб је углавном прешао на учвршћење положаја и ЈНА се убрзо повукла из Хрватске у Босну и Херцеговину, гдје се очекивао нови сукоб, али је Србија наставила да подржава Српску Крајину. ХВ је својим напредовањем успоставио контролу над мањим областима — кроз операцију Масленица. Блокада Дубровника је окончана. Градови и села под хрватском контролом била су повремено изложена артиљеријским или ракетним нападима. Градове у Српској Крајини су такође гранатирале хрватске снаге. Република Српска је била укључена у рат у ограниченом капацитету, кроз војну и другу помоћ Српској Крајини, кроз повремене ваздушне нападе из Бање Луке, а најзначајније артиљеријским нападима на неколико градова. ХВ је распоређен у Босну и Херцеговину, ради посебне кампање против Републике Српске. Интервенција је формализована 22. јула 1995, када су предсједник Републике Хрватске Фрањо Туђман и предсједник Предсједништва Републике Босне и Херцеговине Алија Изетбеговић потписали Сплитски споразум о међусобној одбрани, којим је дозвољено обимније распоређивање ХВ у Босни и Херцеговине, која је низом операција заједно са Армијом Републике Босне и Херцеговине заузела низ градова под контролом Српске и на крају угрозила Бању Луку.

## Увод
Вашингтонским споразумом из марта 1994. окончан је Бошњачко-хрватски рат и створени су услови за пружање америчке војне помоћи Хрватској. Хрватска је затражила од америчких војних савјетника из компаније Војни професионални ресурси (MPRI) да осигурају обуку цивилно-војних односа, програмских и буџетских служби ХВ истог мјесеца, а обуку MPRI је лиценцирао амерички Државни секретаријат након одобрења Ричарда Холбрука у августу. MPRI је ангажован, како је ембарго УН на оружје још увијек био на снази, наводно да би припремио ХВ за учешће у програму Партнерство за мир. Обучавали су официре и војника ХВ четрнаест седмица од јануара до априла 1995. године. Такође, спекулисало се да је MPRI давао доктринарне савјете, планиране сценарије и сателитске информације америчке владе. MPRI и хрватски званичници су одбацили такве спекулације. У новембру 1994. Сједињене Државе су једнострани укинуле ембарго на оружје против Босне и Херцеговине, у ствари дозвољавајући ХВ да се снабдијева, јер је 30% оружја и муниције испоручено преко Хрватске задржано као накнада за претовар. Умијешаност Сједињених Држава одражавало је нову војну стратегију коју је подржавао Бил Клинтон фебруара 1993. године.
Сједињене Државе, Русија, Европска унија (ЕУ) и УН су 1994. настојале да замијене мировни план специјалног изасланика Генералног секретара УН Сајруса Венса из 1992, а којим је доведен Унпрофор. Формулисали су план З-4, којим би области са српском већином у Хрватској добиле значајну аутономију. Након бројних и често некоординисаних развоја плана, укључујући и цурење елемената нацрта у штампу у октобру, план 3-4 је представљен 30. јануара 1995. године. План није одговарао ни Хрватској, ни Српској Крајини. Хрватска је била забринута због могућег прихвата плана од стране руководства Српске Крајине, али је Туђман схватио да Слободан Милошевић, који ће на крају донијети одлуку у име Српске Крајине, неће прихватити план из страха да би то био преседан за политичко рјешење на Косову и Метохији — дозвољавајући Хрватској да прихвати план са малом могућношћу да се он примјени. Руководство Српске Крајине је одбило да прими, а камоли да прихвати план.
У децембру 1994, Хрватска и Српска Крајина су склопиле економски споразум о обнављању путних и жељезничких веза, снабдијевању водом и гасом и коришћењем дијела Јадранског нафтовода. Иако дио споразума никада није спроведен, отворен је нафтовод и дионица аутопута Загреб—Београд дужине од 23,2 км, која пролази кроз територију Српске Крајине око Окучана, скраћивајући путању од Загреба до Славоније за неколико часова. Од свог отварања, дионица аутопута је постала од стратешког значаја и за Хрватску и за Српску Крајину у даљим преговорима. Дионицу је Српска Крајина затворила 24. априла на 24 часа, као одговор на појачану контролу комерцијалног саобраћаја на излазу из Српске Крајине у правцу источне Славоније — што је вјероватно повећало одлучност Хрватске да заузме то подручје војном акцијом. Контроле су успостављене Резолуцијом Савјета безбједности УН 981 31. марта 1995, којом су успостављене мировне снаге Операције УН за враћање повјерења у Хрватској (Ункро), умјесто Унпрофора, којима је задатак био да нагледају хрватске међународне границе које одвајају Српску Крајину од Југославије или Босне и Херцеговине, као и да омогуће најновији прекид ватре између Хрватске и Српске Крајине од 29. марта 1994. и економски споразум из децембра 1994. године.
Ситуација се поново погоршала 28. априла, када је једног Србина ножем избо хрватски избјеглица — обојица су живјели у истом селу 1991 — на бензинској пумпи поред пута, која се налазила под хрватском контролом недалеко од Нове Градишке. Као одговор, група Срба, укључујући брата убијеног, пуцала на возила на аутопуту који је остао отворен упркос захтјеву Ункроа Хрватској да затвори путању. Убијена су три цивила, а припадници СВК су ухапсили петорицу. Пуцњава је престала до 1 часа прије подне, петорица ухапшених су пуштени ујутру, а Ункро је тражио да се аутопут поново отвори. 18. западнославонски корпус СВК и начелник полиције у Окучанима одбили су упутства руководства СВК, али су се касније сложили да поново отворе пут 1. маја у 6 часова прије подне. Међутим, одлука о поновном отварању аутопута је повучена 30. априла у 8 часова послије подне. Исте ноћи испаљене су три ракете на дио Пакраца под хрватском контролом и нападнуто је возило на путу Пакрац – Пожега недалеко од положаја СВК, када је један цивил погинуо, а други заробљен. Туђманов савјетник Хрвоје Шаринић је потврдио да Хрватска размишља о инсценирању инцидента који би изазвао војно заузимање подручје аутопута, али је и негирао да је то потребно, јер је познато да се инциденти редовно дешавају.

## Борбени поредак
Главни штаб Хрватске војске је развио план заузимања дијела западне Славоније под контролом Српске Крајине у децембру 1994. године. Снаге су распоређене недалеко од Окучана, напредујући источно од Новске и западно од Нове Градишке, изолујући трупе СВК које су остале сјеверно од линије, док су их приковале резервне пјешадијске бригаде и домобрански пукови. Дио главних снага обезбјеђивао би подручје јужно од главне осовине напада, дошавши до ријеке Саве како би спријечили да до тог подручја стигне било какво појачање од Војске Републике Српске (ВРС). План је укључивао ваздушне ударе Хрватског ратног ваздухопловства (ХРВ) на једини мост преко Саве на том подручју, између Старе Градишке и Градишке. У другој етапи офанзиве, операцијом чишћења је требало елиминисати све преостале џепове отпора. Главни штаб ХВ и Бјеловарски корпус ХВ извели су у фебруару свеобухватну штабну и теренску обуку за операцију Бљесак. Операцијом је руководио командант Бјеловарског корпуса генерал-мајор Лука Џанко, иако је Главни штаб ХВ поставио три истурена командна мјеста како би омогућио брзу реакцију генерал-пуковника Звонимира Червенка. Примарна мјеста су била у Новској и Новој Градишци, под командом генерал-мајора Ивана Басарца и генерал-потпуковника Петра Стипетића. Червенко је у то вријеме био вршилац дужности начелника Главног штаба, пошто је генерал Јанко Бобетко био хоспитализован у Загребу.
Хрватска је за извођење напада распоредила 7200 војника, укључујући елементе три гардијске бригаде и независни гардијски батаљон уз подршку специјалне полиције и резервних снага ХВ и домобрана. Очекивало се да ће 18. западнославонски корпус СВК под командом пуковника Лазе Бабића располагати са 4773 војника, пошто је наредио мобилизацију трупа од 28. до 29. априла. Тиме је 18. корпус нарастао до јачине од око 4500 војника. Комисија Српске Крајине која је образована за процјену битке тврдила је да неке од јединица СВК нису могле да преузму противтенковско оружје из депоа Ункроа у Старој Градишци и код Пакраца све док није почела офанзива. Оружје је тамо складиштено у складу са споразумом о прекиду ватре из марта 1994. године. Без обзира на то, Ункро није пружио отпор трупама СВК током преузимања ускладиштеног оружја.
| Корпуси            | Јединице                                                          | Напомена                 |
| ------------------ | ----------------------------------------------------------------- | ------------------------ |
| Бјеловарски корпус | елементи 1. хрватског гардијског здруга                           | подручје Новске          |
| Бјеловарски корпус | 2. батаљон 1. механизоване гардијске бригаде                      | подручје Новске          |
| Бјеловарски корпус | 1. батаљон 3. механизоване гардијске бригаде                      | подручје Новске          |
| Бјеловарски корпус | 125. домобрански пук                                              | подручје Новске          |
| Бјеловарски корпус | Специјална полиција (величина једног батаљона)                    | подручје Новске          |
| Бјеловарски корпус | 1 артиљеријско-ракетни дивизион 2. механизоване гардијске бригаде | подручје Новске          |
| Бјеловарски корпус | 1 артиљеријско-ракетни дивизион 3. механизоване гардијске бригаде | подручје Новске          |
| Бјеловарски корпус | 2. дивизион 16. артиљеријско-ракетне бригаде                      | подручје Новске          |
| Бјеловарски корпус | 4. батаљон 5. гардијске бригаде                                   | подручје Нове Градишке   |
| Бјеловарски корпус | 81. гардијски батаљон                                             | подручје Нове Градишке   |
| Бјеловарски корпус | 121. домобрански пук                                              | подручје Нове Градишке   |
| Бјеловарски корпус | 265. извиђачко-диверзантска чета                                  | подручје Нове Градишке   |
| Бјеловарски корпус | 1 оклопна чета 123. пјешадијске бригаде                           | подручје Нове Градишке   |
| Бјеловарски корпус | Специјална полиција (величина једног батаљона)                    | подручје Нове Градишке   |
| Бјеловарски корпус | 1. дивизион 16. артиљеријско-ракетне бригаде                      | подручје Нове Градишке   |
| Бјеловарски корпус | 18. мјешовити противоклопни артиљеријски дивизион                 | подручје Нове Градишке   |
| Бјеловарски корпус | 52. пјешадијска бригада                                           | подручје Пакраца         |
| Бјеловарски корпус | 105. пјешадијска бригада                                          | подручје Пакраца         |
| Бјеловарски корпус | Специјална полиција (величина једног батаљона)                    | подручје Пакраца         |
| Бјеловарски корпус | 15. противоклопна артиљеријско-ракетна бригада                    | подршка на нивоу корпуса |

| Корпус                      | Јединице                      | Напомена                                  |
| --------------------------- | ----------------------------- | ----------------------------------------- |
| 18. западнославонски корпус | 98. пјешадијска бригада       | подручје Новске                           |
| 18. западнославонски корпус | 54. пјешадијска бригада       | подручје Окучана, насупрот Нове Градишке  |
| 18. западнославонски корпус | 51. пјешадијска бригада       | подручје Пакраца                          |
| 18. западнославонски корпус | 59. пјешадијски одред         | подручје Пакраца                          |
| 18. западнославонски корпус | 63. пјешадијски одред         | подручје Пакраца                          |
| 18. западнославонски корпус | Батаљон специјалне полиције   | подручје Пакраца                          |
| 18. западнославонски корпус | Тактичка група 1              | подручје Јасеновца                        |
| 18. западнославонски корпус | 4 батерије пратеће артиљерије | јужно од ријеке Саве, у Републици Српској |

## Војна операција

### 1. мај
Шаринић је 1. маја 1995. обавијестио Ункро о неминовној офанзиви ХВ телефонским позивом канадског генерала Рејмонда Креба у 4 часа ујутру како би омогућио трупама Ункроа да потраже склониште на вријеме. Операција Бљесак је почела артиљеријским припремним бомбардовањем положаја СВК у 4.30 часа ујутру. Пјешадијски и оклопни напади из Новске, Нове Градишке и Пакраца на Окучане и из Новске према Јасеновцу почели су у различито вријеме између 5.30 и 7 часова ујутру. Артиљеријски и ваздушни удари изазвали су панику у позадини СВК, али нису срушили мост на Сави у Старој Градишци. Бобетка су бринули тенкови СВК у граду као могуће снаге за контранапад и тражио је да ваздухопловство употријеби хеликоптере Ми-24, како би спријечили интервенцију тенкова СВК.
Хрватска специјална полиција је у 5.30 часова прошла кроз јаз у одбрани СВК, између 98. пјешадијске бригаде окренуте према Новској и Тактичке групе 1 (ТГ-1) у Јасеновцу, нарушавајући интегритет положаја СВК, а заобилажењем 98. бригаде на правцу напада ХВ Новска – Окучани, гдје је један батаљон 1. гардијске бригаде напредовао споредним путем паралелно са аутопутем, док је по један батаљон из 2. и 3. гардијске бригаде напредовао на исток на сам аутопут, разбијајући одбрану СВК. У 1 час послије поднева, командант 93. пјешадијске бригаде СВК напустио је јединицу и извијестио команданта корпуса да је бригада у расулу, наводећи велике губитке. Напад ХВ на Јасеновац изводио је 125. домобрански пук с двије стране, уз подршку специјалне полиције јужно и источно од Брочица и Дреновог Бока. ТГ-1 није пружила значајан отпор, а ХВ је заузела Јасеновац између поднева и 1 часа послије подне. Поподне су власти Српске Крајине у Окучанима дозволиле евакуацију цивила, међутим, цивилима су се брзо придружили елементи 98. и 54. пјешадијске бригаде у повлачењу. ТГ-1 се повукла на југ преко Саве. Након заузимања Јасеновца, 125. домобрански пук и специјална полиција наставили су даље на исток дуж Саве.
На правцу Нова Градишка – Окучани, 54. пјешадијска бригада СВК држала је положаје источно од Окучана, сукобљавајући се са 4. батаљоном 5. гардијске бригаде, 81. гардијским батаљоном, оклопном четом 123. бригаде и 121. домобранским пуком ХВ. Због слома у ланцу командовања, напад ХВ је одложен, због чега се 81. гардијски батаљон суочио са добро припремљеним браниоцима у Драгалићу. Стипетић, који је лично обишао линију фронта, пријавио је одлагање од два и по часа. Као одговор, ХВ је преусмјерила 4. батаљон 5. гардијске бригаде, 265. извиђачко-диверзантску чету и оклопну чету 123. бригаде с циљем потискивања трупа СВК. 54. пјешадијска бригада СВК пружала је снажан отпор до 9 часова ујутру, када је њен командант наредио повлачење. Ипак, снаге ХВ су заузеле село Бијела Стијена на путу Окучани – Пакрац и окружиле Окучане до 11 часова увече 1. маја, прије него што су обуставиле своје напредовање током ноћи. Заузимањем Бијеле Стијене ефективно су изоловани 51. пјешадијска бригада, 59. и 63. одред и батаљон специјалне полиције, као и 1. батаљон 54. пјешадијске бригаде и 2. батаљон 98. пјешадијске бригаде сјеверно од Окучана. Штавише, трупе СВК код Пакраца нису могле да комуницирају са командом корпуса, јер им је отказао систем везе. На подручју Пакраца, ХВ је распоредила 105. пјешадијску бригаду и 52. домобрански пук. Процијењено је да су тамошње трупе СВК биле добро укопане и да је ХВ радије одабрала да их обухвати и приклијешти, него да се укључи у борбу великих размјера.

### 2. мај
ХВ је наставила напредовањем у раним јутарњим часовима 2. маја. Елементи 98. и 54. пјешадијске бригаде СВК у повлачењу, помијешани са цивилима који су се евакуисали на југ према Републици Српској, сукобили су се са 265. извиђачко-диверзантском четом код Нове Вароши, али су успјели да наставе на југ. 18. западнославонски корпус СВК пребацио је свој штаб из Старе Градишке преко Саве у Градишку у Републици Српској, противно наређењу начелника Главног штаба СВК генерала Милана Челекетића. ХВ је заузела Окучане у 1 час послије подне, када су се сусрела клијешта ХВ која су напредовала из правца Новске и Нове Градишке. Отприлике у исто вријеме, команда 54. пјешадијске бригаде СВК евакуишући се из Окучана, стигла је у Стару Градишку, и за одмазду наредила артиљеријски удар на Нову Градишку. Иако је стигла симболична испомоћ од 195 војника СВК из источне Славоније, одбили су да се боре када су сазнали за дешавања на бојном пољу.
Политичко руководство Републике Српске, као и Главни штаб СВК, одбили су захтјеве 18. западнославонског корпуса за блиску ваздушну подршку. Мислили су да би ХВ могла да нападне друга подручја под контролом Српске Крајине и због НАТО операције Спријечити лет — наметање зоне забране летова изнад Босне и Херцеговине, коју би требало прелетјети да би се помогло 18. корпусу. СВК је распоредила само два хеликоптера за подршку корпусу, али они се нису могли користити против ХВ због квара на комуникацијском систему. Насупрот томе, хрватско ваздухопловство напало је положаје СВК недалеко од Старе Градишке, конкретно мост преко Саве. У једном таквом налету, противваздушна одбрана ВРС оборила је хрватски МиГ-21 у 1 час послије подне 2. маја, којим је управљао Рудолф Перешин (који је пребјегао у Аустрију 1991.), који је уједно и погинуо.
Руководство Српске Крајине је одлучило да узврати артиљеријским бомбардовањем хрватских урбаних центара. СВК је 2. маја извршила напад са једанаест лансера навођених ракета М-87 Оркан на Загреб и загребачки аеродром. Напад је поновљен сљедећег дана. У оба напада страдало је шест цивила, а 205 је рањено, док је полицајац погинуо током деактивације једне од 500 неексплодираних бомби. Амерички амбасадор у Хрватској Питер Галбрајт назвао је напад објавом свеопштег рата.

### 3. мај
Хрватска и Српска Крајина су 3. маја постигле споразум, уз посредовање личног представника Генералног секретара Јасушија Акашија, по којем су непријатељства прекинута до 4 часа послије падне касније тог дана. Према споразуму, Главни штаб СВК је наредио 18. западнославонском корпусу да прекине ватру у 3 часа. Бабић је заузврат наредио командату 51. пјешадијске бригаде потпуковнику Стеви Харамбашићу предају 7.000 војника и цивила, које је ХВ опколила јужно од Пакраца, аргентинском батаљону Ункроа — по договору са хрватским властима. Харамбашић и око 600 војника предали су се 3. маја, док је много више остало на планини Псуњ источно и југоисточно од Пакраца. Предају је прихватио пакрачки начелник полиције Никола Ивканец.

### 4. мај и после
Пошто су стотине војника СВК одбиле да се предају, остајући у псуњским шумама, Бобетко је наредио Стипетићу да изврши акцију чишћења тих трупа. ХВ је користила артиљеријске нападе да избаци приближно 1.500 војника СВК према својим положајима и заробила их до краја дана. Без обзира на то, ХВ и специјална полиција су наставиле да чисте подручје у потрази за преосталим војницима СВК. Једна таква група од око 50 војника 2. батаљона 98. пјешадијске бригаде СВК препливала је Саву и прешла у Републику Српску 7. маја. Операције чишћења су завршене до 20. маја, када су се посљедње преостале трупе СВК предале хрватској полицији на Псуњу.

## Посљедице
Операција Бљесак је била стратешка побједа Хрватске. Хрватска је заузела територију површине 558 км², цијелу западну Славонију ставила под своју контролу и осигурала стратешки важне путне и жељезничке везе између Загреба и истока земље. Хрватски војни губици током офанзиве били су 42 погинула и 162 рањена војника. Према првобитној хрватској процјени, губици Српске Крајине били су 350–450 мртвих и 1000–12000 рањених. Број погинулих је касније ревидиран на 188. Ова бројка укључује и војне и цивилне жртве. ХВ и хрватска специјална полиција су од 3. до 4. маја заробили око 2100 ратних заробљеника. Ратни заробљеници, укључујући и ухапшене званичнике Српске Крајине, пребачени су у притворне центре у Бјеловару, Пожеги и Вараждину, ради истраге о умијешаности у ратне злочине. Неки од затвореника су претучени или злостављани на друге начине прве вечери, али се поступање према њима побољшало и сматрано је генерално добрим. Три јорданска мировњака су рањена ватром са положаја ХВ.
Главна посљедица операције Бљесак било је расељавање српског становништва са тог подручја — процијењено на 13.000 до 14.000 прије 1. маја 1995. године. Двије трећине становништва је избјегло из регије током или непосредно након хрватске офанзиве. Штавише, 2.000 је евакуисано у Републику Српску на сопствени захтјев у року од мјесец дана од операције Бљесак. Процјењује се да до краја јуна на том подручју није остало више од 1500 Срба. Српски извори тврде да је 283 Срба убијено и да је између 15.000 и 18.000 избјегло, иако је прије офанзиве у регији живјело 15.000 становника. Други српски и руски извори тврде да је број становника износио чак до 25.000. Хрватски хелсиншки одбор (ХХО) извијестио је о укупно 83 убијена цивила, укључујући 30 убијених недалеко од Нове Вароши, гдје су се српски цивили и војници мијешали док су се повлачили на југ према Републици Српској. Према ХХО, највећи дио убијених код Нове Вароши били су жртве напада ХВ, док су дио убили српски војници да би убрзали повлачење.

### Одговор
Хјуман рајтс воч (HRW) је критиковао Акашија због навода да је ХВ вршио „масовна” кршења људских права, упркос недостатку доказа који би подржали такве тврдње. Организација је такође критиковала Акашијеву изјаву од 6. маја, у којој се тврди да је канцеларија UNHCR у Бањој Луци интервјуисала 100 избјеглица из западне Славоније и утврдила да је ХВ вршила артиљеријске и снајперске нападе на избјегличку колону. HRW је закључила да је мало вјероватно да ће три службеника HRW која говоре српски језик обавити одговарајући интервју са 100 људи за само четири дана, оцјењујући околности интервјуа као веома сумњиве. За разлику од Акашија, HRW је сматрао да је понашање ХВ било професионално. Након тога, извјестилац Комисије за људска права Уједињених нација Тадеуш Мазовјецки посјетио је то подручје и закључио да су обје стране починиле озбиљне поврједе хуманитарног права и људских права у сукобу, иако не у масовним размјерама.
Савјет безбједности Уједињених нација (СБ УН) издао је двије изјаве, 1. и 4. маја 1995, у току и непосредно након операције. У првој изјави захтијевало се да Хрватска прекине напад на то подручје, и да се Хрватска и Српска Крајина придржавају постојећих економских споразума и споразума о прекиду ватре. У другој изјави поновљени су захтјеви упућени три дана раније, уз додатак да је СБ УН осуђује нападе Српске Крајине на Загреб и друга насеља, позива на хитан прекид ватре уз Акашијево посредовање, осуђује упаде ХВ у зоне раздвајања на Банији, Кордуну, Лици и сјеверној Далмацији, близу Книна (сектори сјевер и југ Ункроа), као и упаде ХВ и СВК у источну Славонију (Сектор исток Ункроа). У изјави се позива на повлачење снага из зона раздвајања у секторима сјевер, југ и исток, али није затражено повлачење из сектора запад — подручју у којем се водила операција Бљесак. Изјаве су подржане Резолуцијом СВ УН 994. У августу 1995, након операције Олуја, Ункро се повукао у источну Славонију.
Пораз Српске Крајине је погоршао тамошњу политичку конфронтацију и довео до међусобног оптуживања политичара у Србији и Српској Крајини, а успјех ХВ је изазвао велики психолошки подстицај за Хрватску. Хрватска је установила спомен-медаљу која ће се додјељивати хрватским трупама које су учествовале у операцији и обиљежавање операције Бљесак годишњим званичним церемонијама у Окучанима, док Срби обиљежавају црквеним службама за погинуле.
Међународни кривични суд за бившу Југославију, успостављен на основу Резолуције СБ УН 827 1993. године, оптужио је предсједника Српске Крајине Милана Мартића и начелника Генералштаба Војске Југославије Момчила Перишића за разне ратне злочине за вријеме операције Бљесак, укључујући и гранатирање Загреба. Мартић је осуђен 12. јуна 2007. на 35 година затвора, а Перишић је 6. септембра 2011. осуђен на 27 година затвора. Мартићеву казну је Жалбено вијеће МКСЈ потврдило 8. октобра 2008, док је Перишићева осуђујућа пресуда укинута 28. фебруара 2013. године. Од априла 2012, хрватске власти спроводе истрагу о убиству 23 особе у Медарима код Нове Градишке, а подигнуте су и пријаве за злостављање ратних заробљеника у Вараждину.
На крају рата, Српско народно вијеће је обезбједило дјелимичан повратак Срба на подручју на којем је спроведена операција Бљесак, кроз борбу за њихова основна људска права. HRW је 1999. извијестио да Срби не уживају своја грађанска права као хрватски држављани, као посљедица дискриминаторских закона и праксе, нарочито за Србе који живе у четири бивша заштићена подручја Уједињених нација, укључујући западну Славонију. У извјештају из 2017, Амнести интернашонал је изразио забринутост због сталних препрјека на које су Срби наилазили при повратку своје имовине. Извијестили су да су Срби и даље били изложени дискриминацији при запошљавању у јавном сектору и враћању станарских права на државне станове напуштене током рата. Такође, указали су на то да је говор мржње, „евоцирање фашистичке идеологије” и право на употребу мањинских језика и писма и даље политизовано и неспроводиво у неким градовима. Међутим, хрватски судови су редовно процесуирали случајеве клевете и увреде части и угледа појединаца. Према кривичном законику, ова дјела су класификована као тешка кривична дјела.